# Abby Steiner
Abby Steiner (Dublin, 24 de novembro de 1999) é uma velocista norte-americana, bicampeã mundial de atletismo. 
Velocista eclética, competindo em distâncias entre os 60 m e os 400 m rasos, conquistou duas medalhas de ouro no Campeonato Mundial de Atletismo de 2022 em Eugene, EUA, integrando o revezamento 4x100 m com Melissa Jefferson, Jenna Prandini  e Twanisha Terry  e o revezamento 4x400 m com Talitha Diggs, Britton Wilson e Sydney McLaughlin.
Baseada no estado de Kentucky, ela é a recordista norte-americana para os 200 m rasos indoor. Sua marca – 22.09 – é também a segunda mais rápida na história da prova em pista coberta.